# Orthosia pubescens
Orthosia pubescens är en oleanderväxtart som först beskrevs av Jesse More Greenman, och fick sitt nu gällande namn av Liede och Meve. Orthosia pubescens ingår i släktet Orthosia och familjen oleanderväxter. Inga underarter finns listade i Catalogue of Life.